# Minden (Iowa)
Minden és una població dels Estats Units a l'estat d'Iowa. Segons el cens del 2000 tenia 564 habitants.

## Demografia
Segons el cens del 2000, Minden tenia 564 habitants, 222 habitatges, i 160 famílies. La densitat de població era de 622,2 habitants/km².
Dels 222 habitatges en un 34,7% hi vivien nens de menys de 18 anys, en un 62,2% hi vivien parelles casades, en un 5,9% dones solteres, i en un 27,9% no eren unitats familiars. En el 23% dels habitatges hi vivien persones soles el 13,1% de les quals corresponia a persones de 65 anys o més que vivien soles. El nombre mitjà de persones vivint en cada habitatge era de 2,54 i el nombre mitjà de persones que vivien en cada família era de 2,99.
Per edats la població es repartia de la següent manera: un 27,8% tenia menys de 18 anys, un 6,7% entre 18 i 24, un 27,8% entre 25 i 44, un 22,7% de 45 a 60 i un 14,9% 65 anys o més.
L'edat mediana era de 36 anys. Per cada 100 dones de 18 o més anys hi havia 95,7 homes.
La renda mediana per habitatge era de 42.054 $ i la renda mediana per família de 49.583 $. Els homes tenien una renda mediana de 30.809 $ mentre que les dones 22.813 $. La renda per capita de la població era de 19.048 $. Entorn del 2,6% de les famílies i el 5,9% de la població estaven per davall del llindar de pobresa.

## Poblacions més properes
El següent diagrama mostra les poblacions més properes.